# Pëtr Aleksandrovič Krivonogov
Pëtr Aleksandrovič Krivonogov (Kijasovo, 21 settembre 1910 – Mosca, 22 agosto 1967) è stato un pittore russo, specializzato nelle scene di battaglie. Artista meritevole della Repubblica Socialista Federativa Sovietica Russa (1955). Vincitore del Premio Stalin (1949). Membro del PCUS dal 1945.

## Biografia
Durante gli anni della Rivoluzione russa, suo padre morì e all'età di 12 anni Pëtr fu mandato a lavorare nei campi, in seguito visse come un orfano senzatetto. Nell'autunno del 1924 finì nella città di Kinešma, nell'oblast' di Ivanovo, dove fu assegnato a un orfanotrofio (diventato in seguito il ginnasio di Kinešma intitolato ad Aleksandr Nikolaevič Ostrovskij). Dopo essersi diplomato in una scuola di sette anni, Krivonogov fu ammesso nel 1930 alla facoltà di arti operaie dell'Accademia delle belle arti di Leningrado, quindi entrò nell'Istituto di pittura, scultura e architettura dell'Accademia delle arti panrussa, dove furono suoi insegnanti Isaak Israilevič Brodskij, Pavel Aleksandrovič Šillingovskij, Konstantin Fëdorovič Juon. Al termine degli studi all'Accademia, ottenne un diploma con lode e la sua prova di tesi, dedicata alla campagna dell'esercito del Taman' basata sul libro di Aleksandr Serafimovič, rimase nella mostra permanente del Museo dell'Accademia.
Nel 1939 fu arruolato nell'esercito, nel 1940 entrò nello Studio di pittura dell'Armata Rossa intitolato a Mitrofan Borisovič Grekov. Durante la Seconda guerra mondiale passò al servizio attivo, trasferendosi da Mosca a Berlino.
Morì il 22 agosto 1967 e fu sepolto a Mosca nel cimitero di Pjatnickij.

## Onorificenze e riconoscimenti
- Medaglia d'oro M. B. Grekov per le migliori opere di artistiche di tema militare. Fu il primo pittore a ricevere questo premio (istituito nel 1967).
- Artista meritevole della Repubblica Socialista Federativa Sovietica Russa (1955).

L'8 agosto 1997 è stato aperto il museo P. A. Krivonogov nel villaggio di Kijasovo: la parte principale dell'esposizione è dedicata alle sue opere.

## Opere principali
- "Atrocità a Rečica" (Зверства в Речице, 1942)
- "A Volokolamsk" (В Волоколамске, 1942)
- "Battaglia di Korsun'-Ševčenkivs'kyj" (Корсунь-Шевченковское побоищеm, 1944)
- "La capitolazione delle truppe fasciste a Berlino" (Капитуляция фашистских войск в Берлине, 1946)
- "Vittoria" (Победа, 1948)
- "Nella ritirata di Kursk" (На Курской дуге, 1949)
- "Cavalleria sovietica nelle battaglie vicino a Mosca" (Советская Конница в боях под Москвой, 1949)
- "Difensori della fortezza di Brėst" (Защитники Брестской крепости, 1951)
- "Duello" (Поединок, 1964)
- "Difesa di Smolensk. 1812" (Оборона Смоленска. 1812 год, 1966)
- "L'assalto del Reichstag" (Штурм Рейхстага, 1966)
- "Il Commissario della Fortezza" (Комиссар крепости, 1967)
- "Komdiv Azin" (Комдив Азин, 1967)